# رز دیوید
رز دیوید(نام علمی: Rosa davidii) نام یک گونه از سرده رز است.